# Ivonne Coñuecar
Ivonne Andrea Coñuecar Araya (26 de septiembre de 1980), escritora, poeta y periodista mapuche williche, de Coyhaique, capital de la región de Aysén, Patagonia chilena. Publicó los libros: Catabática (2008), Adiabática (2009), Chagas (2010), la trilogía poética Patriagonia (2014) y Trasandina (2017). En el año 2023 fue reconocida con el Premio regional de arte, cultura y patrimonio, literatura de Aysén, trayectoria en poesía. El 2018 publicó su primera novela Coyhaiqueer, por la que obtuvo el Premio Municipal de Literatura de Santiago.

## Biografía
Estudió periodismo y magíster en literatura hispanoamericana contemporánea en Valdivia, en la Universidad Austral de Chile.  
El 2007 fue becaria del Taller de la Fundación Pablo Neruda, en la Casa Museo la Chascona, dirigido por los poetas Floridor Pérez y Jaime Quezada.  

En 2008 publicó su primer poemario, Catabática, con el que comenzó un una trilogía, compuesto por Adiabática (Kultrún, 2009); el 2014 LOM Ediciones publicó, Patriagonia: Catabática, Adiabática, Anabática que incluía la tercera parte Anabática (2010), libro que había permanecido inédito y que cierra este proceso de escritura. La académica Kemy Oyarzún, en su artículo "Patriagonia, de Ivonne Coñuecar. Revuelta geopoética de cuerpo/territorio" se refiere a esta obra como una escritura, 
"desde una mirada feminista y queer, interseccional y descolonial. La lectura explora la urdimbre de relaciones identitarias no binarias, de territorio y estado-nación, como una serie de revueltas geodésicas y eróticas, geopoéticas y políticas. La hablante poética da cuenta de chispazos y desplazamientos de memoria rupturista a partir de múltiples agenciamientos de poder que abarcan el cuerpo, la familia heteropatriarcal y la centralidad capital del Estado neoliberal".
En 2010 publicó Chagas, poemario que obtuvo mención honrosa en el Concurso Nacional de Poesía Eduardo Anguita.  

En 2017 publicó Trasandina. Sobre este poemario, la poeta Malú Urriola, señala en el prólogo:
"Trasandina es un cuerpo urdido lúcidamente con los hilos de viaje poético. Pienso en Yocasta, en la Patagonia, en los cuerpos en tránsito, en las fronteras geográficas, ideológicas, raciales, sexuales y corporales, cuando Coñuecar, versa: “Soy tu Siria, tu Palestina, tu Wallmapu”. 
El 2018 publicó la novela CoyhaiQueer, que relata un imaginario en torno a lo queer de la comuna de Coyhaique, con esta obra obtuvo el Premio Municipal de Literatura de Santiago 2019. El jurado describió la obra como:  
"La obra de Ivonne Coñuecar reflexiona sobre los conflictos sociales de Chile en los años 80 y 90 desde una perspectiva personal y familiar, que entrelaza los enfrentamientos políticos e ideológicos nacionales con las discriminaciones de género, la represión de la diversidad y la marginación de las expresiones alternativas a un mundo oculto para la versión oficial. Coyhaiqueer resignifica, en este sentido, la vida de provincia donde bajo una capa de belleza natural se desenvuelven conflictos humanos de violencia soterrada. Todo esto lo logra con una trama narrativa ágil, que captura y describe personajes complejos, alejados de los estereotipos, y que no pierden el humor a pesar de las batallas que tienen que enfrentar para ser libres" . 
El 2021 parte de su obra poética fue incluida en Cuerpos desiguales. Antología de poesía de mujeres chilenas del siglo XX, editada Eugenia Brito, quien escribe: 
"Su poética reformula su ser y su cultura a partir de un texto transtexual y transexual que explora las fronteras entre el silencio y la extranjería, el insilio y el exilio, el amor erótico y la muerte, hasta buscar una patria utópica que contenga las diferencias de etnia, género y cultura".
Ha sido jurado en la competencia de cortometraje documental en el 8.º Festival de Cine de la Patagonia Aysén (FECIPA; en el concurso de cuentos Palabras que brillan, de la Fundación Todo Mejora; en el II Concurso al Fomento Literario Oscar Castro Zúñiga, entre otros. El 2024 fue presidenta del jurado del Premio Municipal Juegos Literarios Gabriela Mistral, de la Ilustre Municipalidad de Santiago.
Se dedica a la docencia y ha sido jurado en diversos certámenes: competencia de cortometraje documental en el 8.º Festival de Cine de la Patagonia Aysén (FECIPA; concurso de cuentos Palabras que brillan, de la Fundación Todo Mejora; II Concurso al Fomento Literario Oscar Castro Zúñiga, entre otros. El 2024 fue presidenta del jurado del Premio Municipal Juegos Literarios Gabriela Mistral, de la Ilustre Municipalidad de Santiago.

## Obras
Novela:
- Coyhaiqueer, Ñire Negro Ediciones, Coyhaique, 2018; 2º edición, 2023.

Poesía:
- Trasandina. Ñire Negro, Coyhaique, 2017.
- Patriagonia: Catabática, Adiabática y Anabática. LOM Ediciones, Trilogía poética. Santiago, 2014.
- Chagas. Editorial Fuga 2010.
- Adiabática. Ediciones Kultrún, Valdivia, 2009.
- Catabática. Jabalí editoras, 2008.

Antologías:
- 2023: Turba Tol Hol-Hol. Antología literaria del proyecto en torno a las turberas de la Patagonia, presentado en el pabellón de Chile en la 59º Bienal de Arte de Venecia. Editoras: Carla Macchiavello Cornejo y Camila Marambio.
- 2021: Cuerpos desiguales. Antología de poesía de mujeres chilenas del siglo XX. Ed. Eugenia Brito. Ediciones Universidad de Talca.
- 2019: Provinciana n.º 2. Revista de Literatura y pensamiento. Editorial Universidad de Valparaíso.
- 2018: Con mi caracol y mi revólver. Muestra de poesía chilena reciente. Ed. Diego Alfaro Palma, prólogo de Elvira Hernández. Editorial Vallejo & Co, 2018
- 2017: Chile soy yo. Historias de Nuestra Tierra, 25 años. Fundación de Comunicaciones, Capacitación y Cultura del Agro (FUCOA).
- 2012: ¡¡BASTA!! 100 mujeres contra la violencia de género. Ed.Pía Barros. Editorial Asterion.
- 2011: Küme Dungun/Küme Wirin. Antología Poetas Mujeres Mapuche. Ed. Maribel Mora Curriao y Fernanda Moraga García. LOM Ediciones.
- 2011: Voces para Lilith. Literatura contemporánea de temática lésbica en Sudamérica, Ed. Estruendomudo.
- 2010: Lof sitiado. Homenaje poético al pueblo mapuche de Chile; editado por Jaime Huenún.
- 2010: Escrituras de la memoria, reescritura de La Araucana, Editorial Cuarto Propio.
- 2009: Revista Nomadías n°11, Universidad de Chile, Santiago.
- 2004: Antología. Concurso de cuentos sobre VIH, SEREMI de Salud, Puerto Montt.
- 2003: Antología del Primer Concurso de Cuentos Escuela de Medicina, Facultad de Medicina, UACh.
- 2003: Antología del Décimo Concurso Nacional de Cuentos Fernando Santiván, Corporación Cultural Municipal de Valdivia.
- 2001: Antología poética de mujeres latinoamericanas Voces de luna, Alondras ediciones, Canadá.

## Proyectos y actividad literaria
- 2025: Ponencia "Poéticas y narrativas indígenas de las diversidades. Un panorama actual", en el Ciclo de Narrativas Indígenas 2025, "Culturas contadas y cantadas".
- 2024: Dirigió el Taller de Escritura Creativa y el Taller Literario en la Corporación de la Cultura y las Artes de Rancagua.
- 2024: Realizó el taller “Mujeres y diversidades, polifonía de escrituras regionales”, convocado por la Seremi de las Culturas, las Artes y el Patrimonio de O´Higgins
- 2024: Dirigió el Taller de Escritura Creativa en la Universidad de O´Higgins, el taller "Hitos y huellas en la escritura de mujeres", en la Universidad Católica de Temuco, enmarcado en el proyecto Sureñas.
- 2024: presentó la segunda edición de su novela Coyhaiqueer, junto al actor Samuel Gonzalez, en la Universidad Austral de Chile.[12]
- 2024: Participó en el conversatorio "Disidencias y diversidades en la literatura indígena actual" en el VII Homenaje al Libro Indígena e Intercultural
- 2023: Integró la delegación chilena en la 47º Feria Internacional del Libro de Buenos Aires, conformada por 60 escritores y escritoras.
- 2023: Dirigió el Taller Literario Universo Queer.[13] en la 47º Feria Internacional del Libro de Buenos Aires.
- 2022: Escritora invitada a la Furia del Libro, feria de libros de editoriales independientes y universitarias, realizada en el Centro Cultural Gabriela Mistral.
- 2022: Docente en Escuelas de Poesía SUR: “Territorios y Cuerpo: frontera de la escritura Sur austral patagónica”, Universidad de los Lagos.
- El 2022, 2023, 2025: Participó en Diálogos en Movimiento, programa del Ministerio de las Culturas, las Artes y el Patrimonio, parte del Plan Nacional de la Lectura.
- 2021: Dirigió el Taller de escritura Juegos Literarios Gabriela Mistral, de STGO Cultura[14]
- 2021: Dirigió el taller “La persistencia de la memoria en su relación con la oralidad y la escritura”, en el Segundo Seminario virtual “Leer, crear, mediar”, del Plan Nacional de la Lectura.
- 2021: Docente del curso "Küme Düngun, tiempo de poesía y resistencia”, clases maestras y encuentros de literatura, del Ministerio de Cultura de la Provincia de Santa Fe, Argentina.
- 2021: Panelista en “Mujeres con Memoria: Encuentros críticos y sensibles sobre Derechos Humanos”,[15] junto a Consuelo Castillo, Sandra Palestro Contreras y Carmen Yañez, espacio moderado por la periodista Vivian Lavín; organizado por la Unidad de Cultura, Memoria y Derechos Humanos del Ministerio de las Culturas, las Artes y el Patrimonio, y la Fundación Vuelan las plumas.
- 2020: Beca Cosecha Roja y el programa Independent Journalism de Open Society Foundations para periodistas de América Latina.
- 2020: "En la ruta del Libro",[16] en el capítulo "Chile invertido", emitido por canal 13 cable, en el que también participaron Juan Pablo Sutherland, Claudia Rodríguez, “Dante Jay” y Maureen Junott.
- 2020: Participó en el “Encuentro de Poetas Patagónicos”,[17] junto a Rosabetty Muñoz y Óscar Barrientos Bradasic.
- 2020: Participó en en conversatorio “no es tiempo de amansar la lengua", junto a Elvira Hernández[18]
- 2017: Fondo del Libro y la Lectura, apoyo a la difusión de autores y profesionales del libro para la asistencia a otras ferias, festivales e instancias relativas al mundo del libro y la lectura.
- 2018: Encargada de Comunicaciones de la Feria del Libro de Coyhaique y Patagonia.
- 2016: Coproducción websodio para el proyecto (des)iguales, Documental Colaborativo Transmedia, impulsado por la Cátedra Latinoamericana de Narrativas Transmedia del Instituto de Cooperación Latinoamericana (ICLA) de la Universidad Nacional de Rosario (UNR).
- 2016: Fotógrafa en #40veinticuatros Cobertura Colaborativa por la Memoria, sobre el 40.º aniversario del Golpe Cívico Militar en Argentina. Dirigido por Fernando Irigaray, Dirección de Comunicación Multimedial, Universidad Nacional de Rosario (UNR).
- 2013: Fondecyt 1110026: "Imaginación, memoria y territorialidad en la poesía chilena finisecular del territorio Sur-Patagonia (1985-2010), del Dr. Sergio Mansilla Torres, Universidad Austral de Chile (UACh). Tesis de Investigación para optar al grado de magíster.
- 2013: Taller de fotografía del Consejo Nacional de Cultura y las Artes, región de Aysén, Chile.
- 2012: Guionista del corto documental “Desde Aysén: Recuerdos de niñez”. Producciones Ñire Negro- Novasur, Coyhaique.
- 2009: "Reescritura y relectura de La Araucana. Talleres de escritura poética" del Departamento de Literatura de la Universidad de Chile (UChile).
- 2009: fue panelista en “Conversos y Conversas: Encuentro de poetas latinoamericanas”,[19] junto a Diana Bellessi y Rosabetty Muñoz, en la Facultad de Filosofía y Humanidades, Universidad Austral de Chile.
- 2006: Integrante de Clóset Producciones para la realización del Primer Ciclo de Cine Gay Lésbico de Valdivia, en el Museo de Arte Contemporáneo.

## Premios y reconocimientos
- 2024: Segundo Lugar en el 31º Concurso Literario Fernando Santiván, mención poesía.
- 2023: Premio regional de arte, cultura y patrimonio, literatura de Aysén, trayectoria en poesía.
- 2019: Premio Municipal de Literatura de Santiago, categoría novela, por Coyhaiqueer [1]
- 2013: Beca de Creación Literaria del Fondo del Libro, Consejo Nacional de la Cultura y las Artes, Chile.[20]
- 2010: Mención Honrosa, Concurso Nacional de Poesía Eduardo Anguita, Municipalidad de Linares.
- 2009: Medalla Fernando Santiván. Distinción de la Dirección de Investigación y Desarrollo de la Universidad Austral de Chile.[21]
- 2009: Beca de Creación Literaria del Fondo del Libro, Consejo Nacional de la Cultura y las Artes, Chile.[22]
- 2009: Fondo CONARTE (Corporación Cultural Municipal de Valdivia) por Adiabática.
- 2008: Medalla Fernando Santiván. Distinción de la Dirección de Investigación y Desarrollo de la Universidad Austral de Chile.[20]
- 2008: Beca de Creación Literaria del Fondo del Libro, Consejo Nacional de la Cultura y las Artes, Chile.[22]
- 2008: Fondo CONARTE (Corporación Cultural Municipal de Valdivia) por Catabática.
- 2006: Fondo de Fomento al audiovisual del Centro de Promoción Cinematográfica de Valdivia (CPCV) para Guion.
- 2004: 1º lugar Regional en el “12° Concurso de Cuentos del Mundo Rural”. FUCOA.
- 2004: Mención Honrosa en el “3º Concurso de Poesía del Mundo Rural”, FUCOA.
- 2004: Mención Honrosa “Concurso de cuentos sobre VIH”, SEREMI de Salud, Los Lagos, Chile.
- 2003: 1º lugar en el “Primer Concurso de Cuentos Escuela de Medicina”, Universidad Austral de Chile.
- 2003: Mención Honrosa en el “X Concurso Nacional de Cuentos Fernando Santiván”, Corporación Cultural Municipal de Valdivia, Chile.